# مجزرة مدرسة الفاخورة (18 نوفمبر 2023)
مجزرة مدرسة الفاخورة (18 نوفمبر 2023) وهي مجزرة ارتكبها الطيران الحربي الإسرائيلي حين أغار للمرة الثانية على المدرسة التابعة لوكالة الأمم المتحدة لإغاثة وتشغيل اللاجئين الفلسطينيين (أونروا) والتي كانت تأوي آلاف النازحين، وراح ضحية المجرزة نحو 200 شهيد وعشرات الجرحى. تقع المدرسة في مخيم جباليا في شمالي غزة.

## خلفية
وقعت المجزرة في يوم السبت بتاريخ 18 تشرين الثاني/ نوفمبر 2023 في مخيم جباليا وهي ضمن المجازر التي نفذها الجيش الاحتلال الإسرائيلي ضمن رده على عملية طوفان الأقصى، وذات اليوم ارتكب الاحتلال مجزرة مدرسة تل الزعتر في شمال غزة حيث قصف المدرسة بغارات جوية أدت لاستشهاد 50 مواطنًا أغلبهم من الاطفال والنساء، وكانت المدرسة تعرضت لقصف في يوم السبت 4 تشرين الثاني/ نوفمبر 2023 وراح ضحيته 12 شهيدًا، وسبقتها كذلك مجزرة مدرسة الفاخورة التي راح ضحيتها 45 شهيدًا.